# Zádub-Závišín
Zádub-Závišín é uma comuna checa localizada na região de Karlovy Vary, distrito de Cheb‎.